# 2K11 Krug
2K11 Krug (rusă 2К11 «Круг»; română cerc) este un sistem de rachete sol-aer (SAM) de rază medie, altitudine medie-înaltă, sovietică și acum rusă. Sistemul a fost proiectat de NPO Novator și produs de Kalinin Machine Building Plant. Desemnarea sa GRAU este „2K11”. Numele său de cod NATO este SA-4 Ganef, după un cuvânt de origine idișă care înseamnă „hoț” sau „rascal”.